# Asbestcement

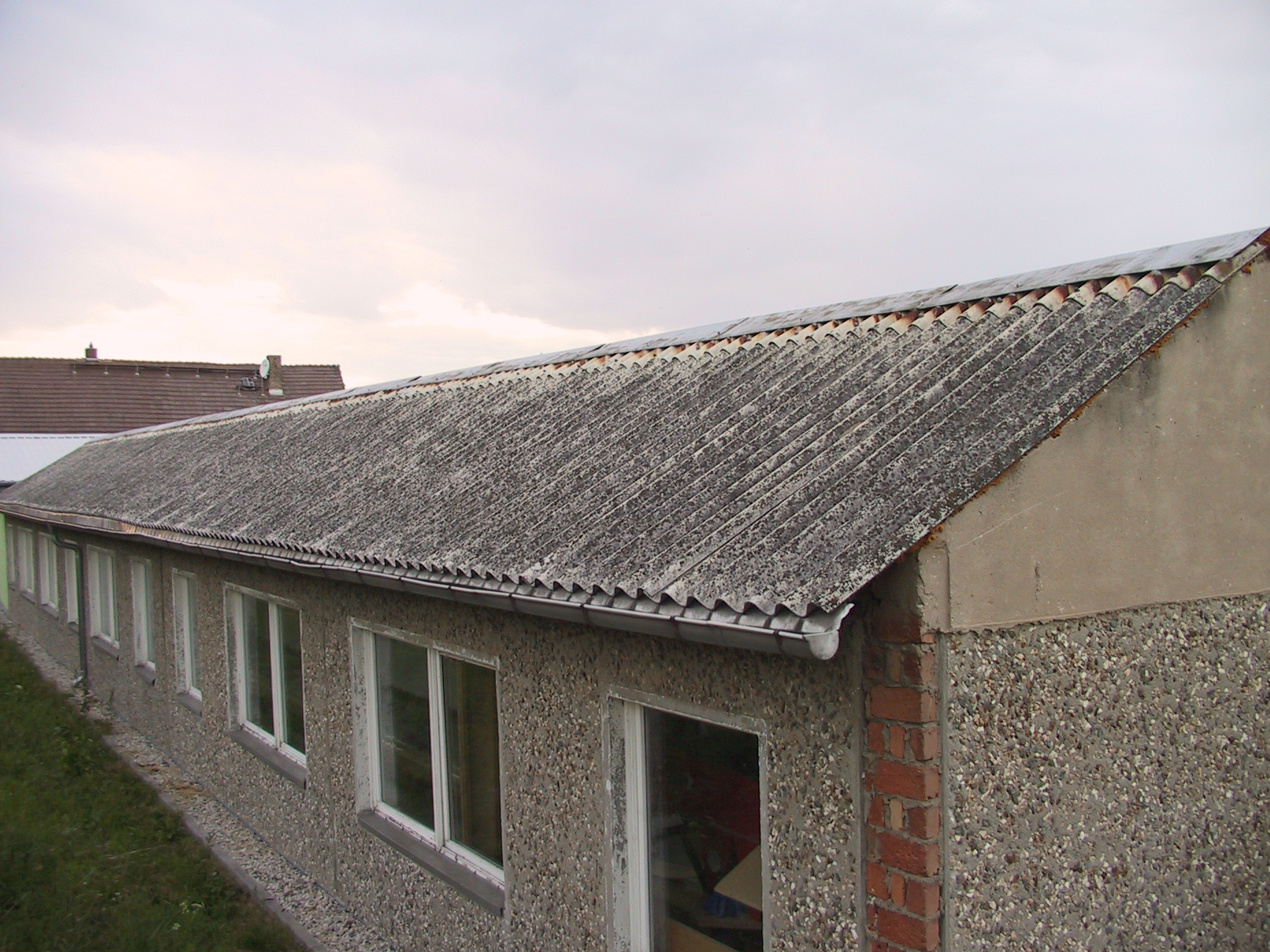
Dak van Eternit-asbestcement

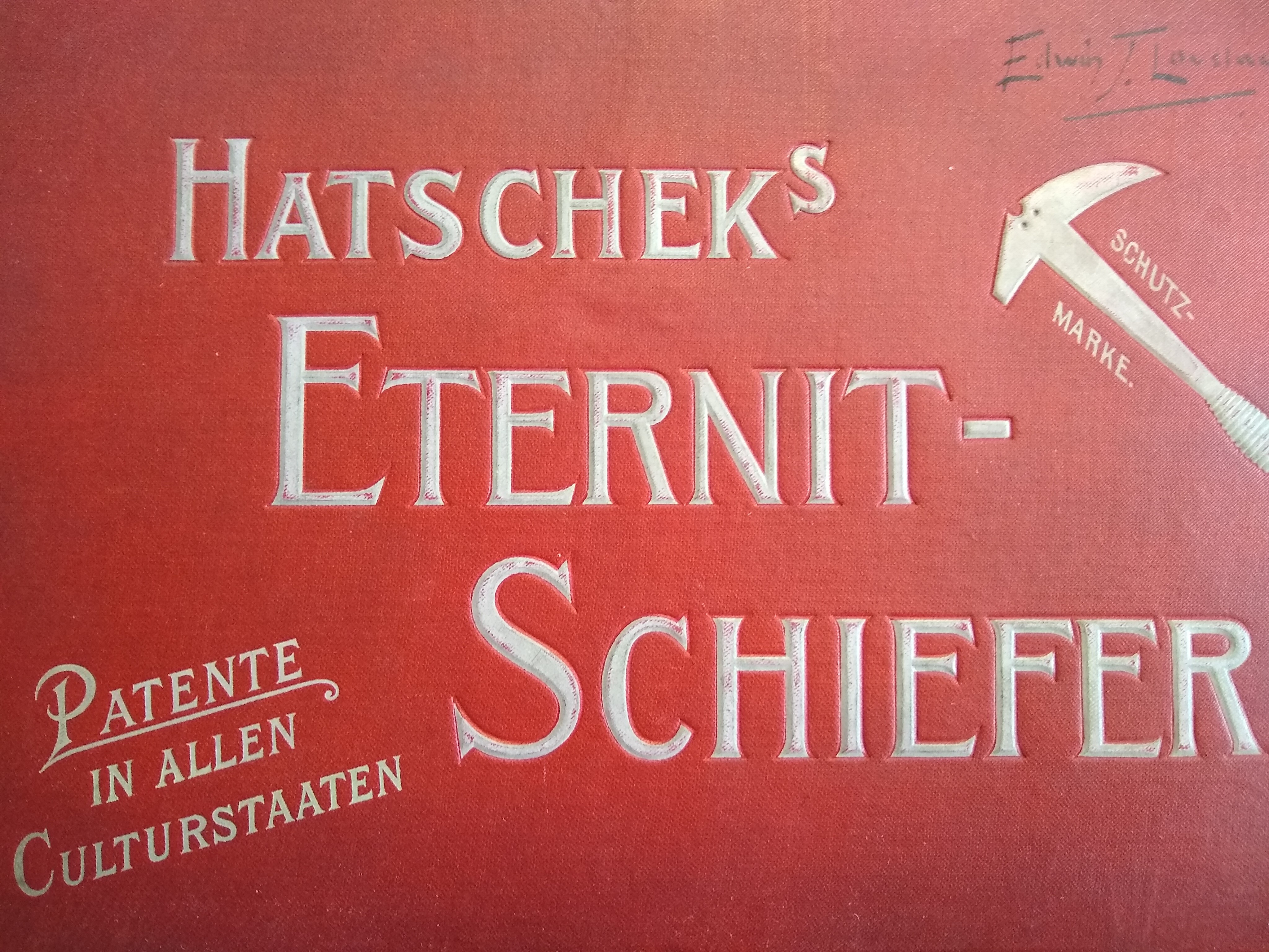
Brochure voor asbestcementen dakbedekking van Hatscheks Eternit Schiefer.

Asbestcement (AC), merknaam Eternit, is een samengeperst en versteend mengsel van cementmateriaal en soms zand waarin 10 à 15% asbestvezels (golfplaten, vlakke platen) en bij standleidingen 15 à 30% als versterking verwerkt zijn.
Dit vezelversterkt cementproduct werd eind 19e eeuw uitgevonden door Ludwig Hatschek, die 10% asbestvezel en 90% cementproduct mengde en dit door een kartonmachine voerde.
Asbestcement is gemakkelijk te bewerken, vormvast, waterdicht, brandwerend en is daarom veel in de bouw gebruikt, bijvoorbeeld in golfplaten en dakleien voor dakbedekking en gevelbekleding. Daarnaast is het ook gebruikt voor water- en gasleidingen. Deze pijpleidingen zijn berucht om hun brosheid: na jaren in de grond te hebben gezeten kunnen ze kapotgaan door lichte trillingen.
Sinds 1993 is het op de markt brengen van asbest in veel Europese landen verboden (met bepaalde uitzonderingen). Inademen van asbestdeeltjes kan allerlei longziekten tot gevolg hebben waaronder een zeer specifieke vorm van kanker; mesothelioom. Oude onbeschadigde platen asbestcement vormen geen gevaar zolang ze in goede staat verkeren omdat de asbestvezels vast zitten in het cementmengsel. Echter bij het bewerken zoals boren, snijden en breken van de platen zullen deeltjes vrijkomen.
Spuitbaar asbest dat veel gebruikt is bij het isoleren en brandwerend maken van schepen en gebouwen werd in Nederland al in 1978 verboden.